# Eros Martim Gonçalves
Eros Martim Gonçalves Pereira  (Recife,  14 de setembro de 1919 - Rio de Janeiro, 18 de março de 1973) foi um cenógrafo e diretor teatral brasileiro.
Foi também pintor, ilustrador, desenhista, escritor e professor. Como diretor teatral, encenou textos de inspiração expressionista, de Roger Vitrac, Jean Genet e Nelson Rodrigues. 

## Biografia
No Recife, estudou medicina e especializou-se em psiquiatria. Em 1942, transfere-se  para o Rio de Janeiro, abandona a medicina, passando a se dedicar à pintura e à cenografia.
Aos 25 anos, estreou como cenógrafo e figurinista em Bodas de Sangue, de Federico García Lorca,  uma produção da Companhia Dulcina-Odilon, em 1944. No mesmo ano, obtém uma bolsa de estudos do Conselho Britânico e vai para o Ruskin College, em Oxford,  Inglaterra. Lá, estagia na companhia do Old Vic, grupo que se dedicava especialmente a  William Shakespeare. De volta ao Brasil em 1946, funda a Sociedade Brasileira de Marionetistas e recebe o prêmio de cenógrafo do ano, atribuído pela Associação Brasileira de Críticos Teatrais. Em 1949, viaja para Paris, com bolsa do governo francês, para fazer um curso no Instituto de Altos Estudos Cinematográficos. No ano seguinte, trabalha com o diretor Alberto Cavalcanti, na Cinematográfica Vera Cruz, em São Paulo. Cria os cenários de O Desejo, de Eugene O'Neill, dirigido por Ziembinski, trabalho  pelo qual recebe medalha de ouro da Sociedade de Críticos Teatrais.   Em 1951, foi co-fundador, no Rio de Janeiro, da companhia teatral O Tablado, sob a direção de Maria Clara Machado, conhecida autora e produtora de peças infantis. Permanece n'O Tablado por quatro anos, trabalhando como cenógrafo, figurinista e, além disso,  realiza as primeiras direções. 
Em 1955, aceita o convite para lecionar, fazer cenários e dirigir espetáculos de formação na Escola de Teatro da Universidade da Bahia, que estava para ser criada. Entre 1956 e 1961, organizou e dirigiu a nova escola.
Quando volta ao Rio de Janeiro, em 1962, passa a se dedicar exclusivamente à direção teatral. Promove e divulga a obra de Constantin Stanislavski. Funda o grupo Teatro Novo,  no Teatro Maison de France, com o objetivo de encenar peças de autores de vanguarda, polêmicos e inovadores - Roger Vitrac, Nelson Rodrigues, Jean Genet, Oscar Wilde.  Trabalhando com atores consagrados - Ítalo Rossi, Maria Fernanda, Thelma Reston, entre outros - Martim Gonçalves produz, em média, um espetáculo por ano. Em 1967, apresenta ao público o Grupo Poliedro, formado por seis integrantes, entre eles Sérgio Viotti e Helena Ignez. O grupo estréia com Verão, de Romain Weingarten, espetáculo que lhe rende o Prêmio Molière de melhor diretor, ainda que críticos como Yan Michalski e Henrique Oscar considerem a encenação equivocada. 
Entre 1964 e 1968 , foi professor de interpretação no Museu de Arte Moderna de São Paulo  e  professor de indumentária histórica na Escola Nacional de Belas Artes, no Rio de Janeiro. De 1966 a 1972, foi também crítico teatral do jornal O Globo.
Em 1970, dirige seu último espetáculo, O Balcão, de Jean Genet. O espetáculo tem cenários, figurinos e marionetes de Helio Eichbauer. O elenco contou, entre outros, com Maria Fernanda, Miriam Pérsia, Maria Pompeu, Oswaldo Loureiro e Carlos Vereza.
Em 1972, viaja para  a Alemanha com bolsa da Fundação Gulbenkian. Faleceu no ano seguinte. 